# 高台寺 (京都市)
高台寺（日语：高台寺）是位在日本京都府京都市東山區的臨濟宗建仁寺派寺院。山號「鷲峰山」（じゅぶさん）。供奉本尊釋迦如來、開基（創立者）為高台院。太閤豐臣秀吉公之正室北政所（高台院）為了幫亡夫秀吉公祈求冥福所興建的寺院，也是秀吉公去世後高台院的居所。始建於慶長十一年（1606年），寬永元年（1624年）由建仁寺的三江紹益禪師擔任主持
在江户时代末期（幕末），曾经作为脱离新选组的伊东甲子太郎为首成立之尊王攘夷派（御陵卫士）的屯所。

## 境內

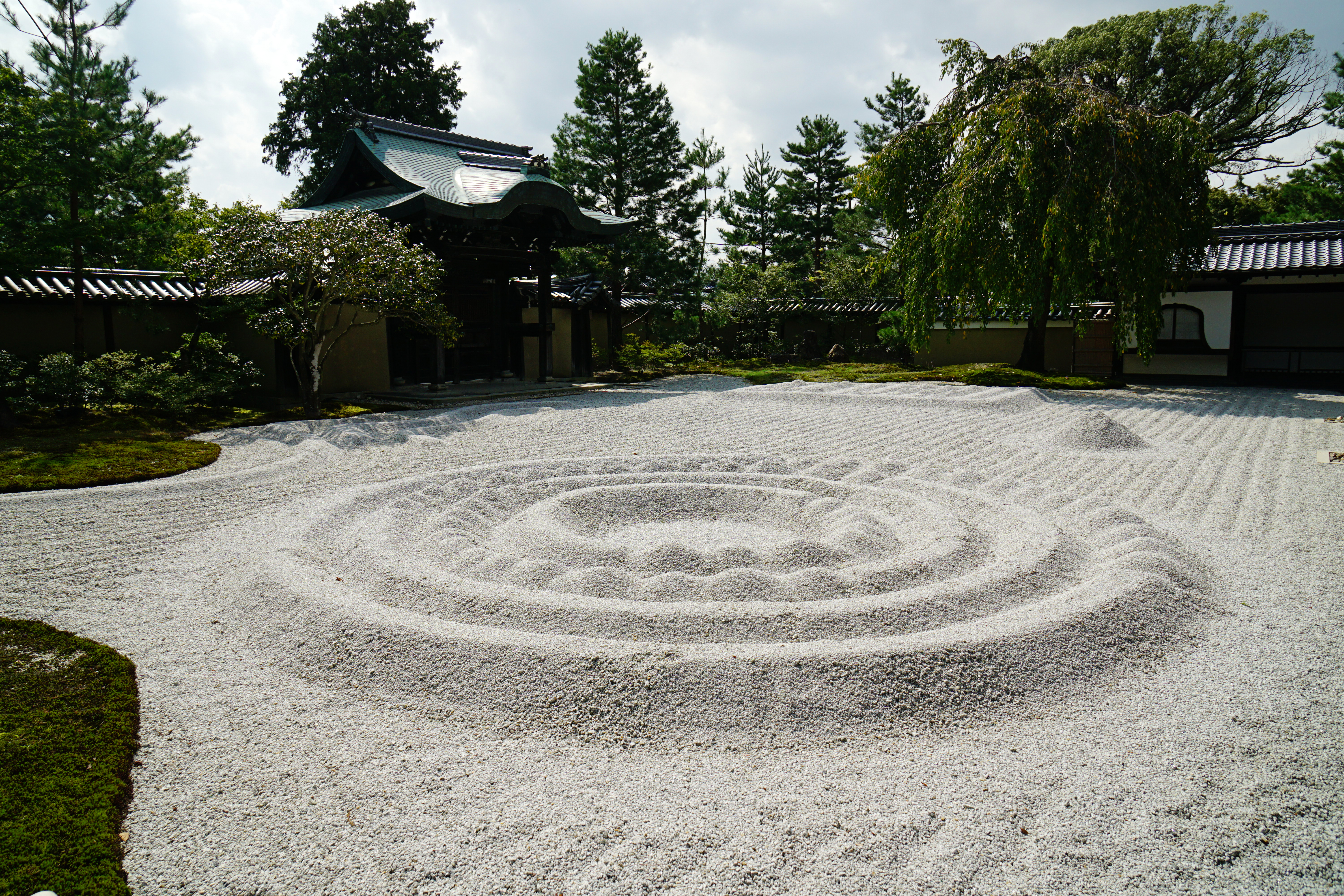
方丈前庭、勅使門
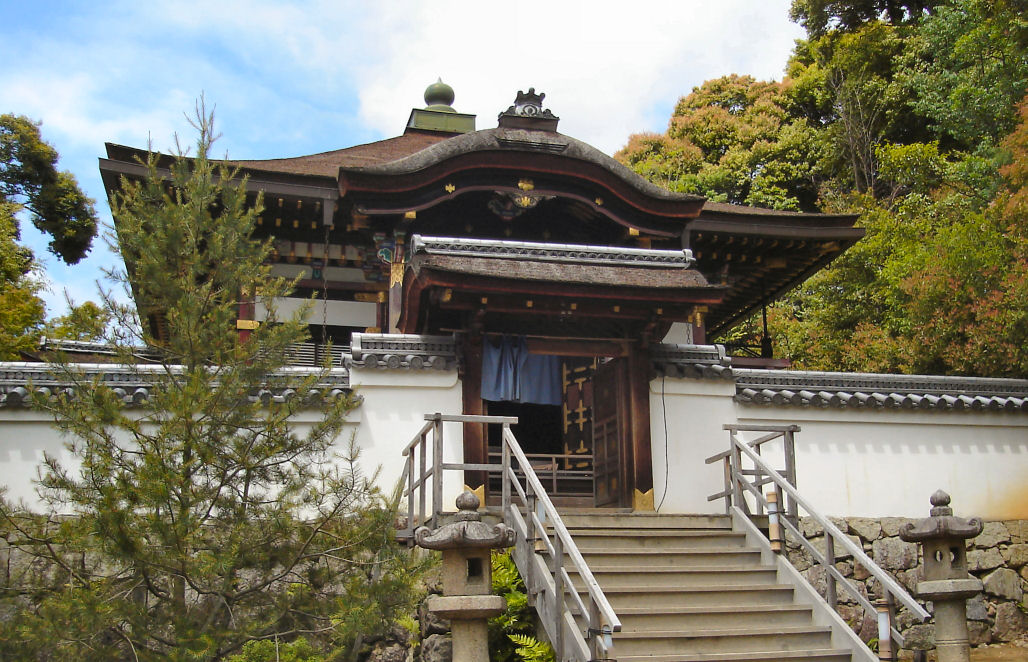
豐臣秀吉、高台院靈屋
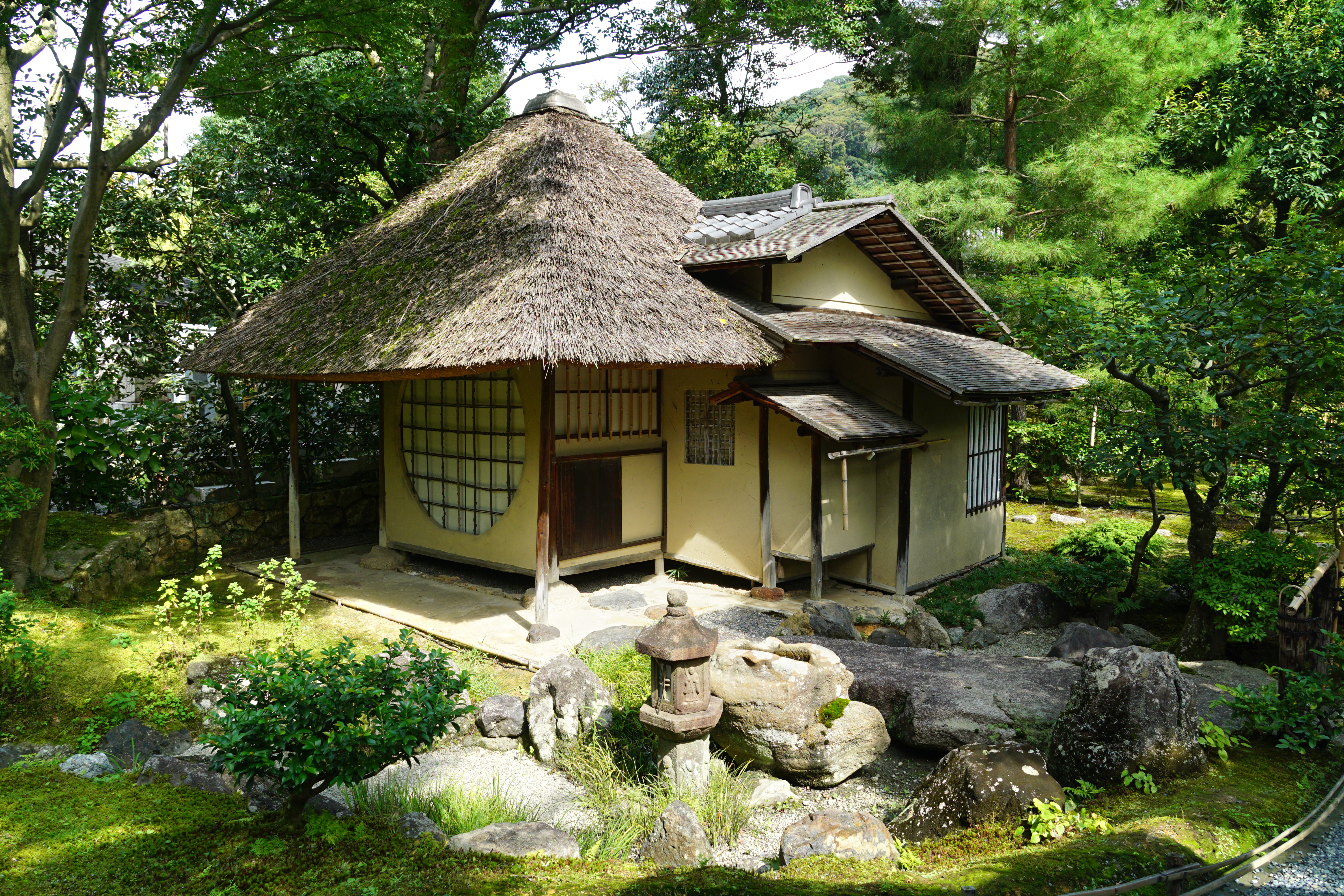
遺芳庵
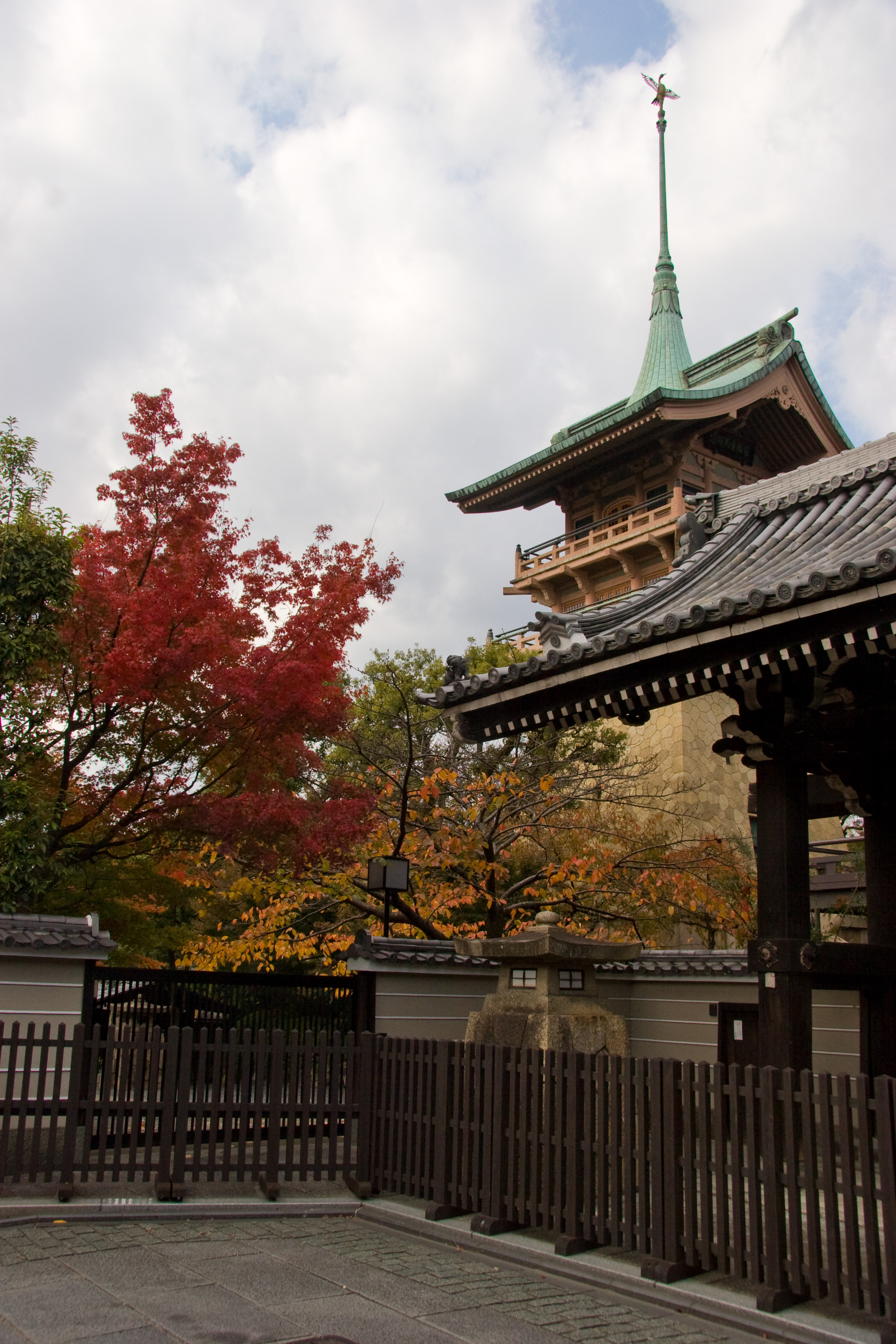
高台寺附近的大雲院祇園閣

## 關連項目
- 建仁寺

## 外部連結
- 高台寺 （页面存档备份，存于）